# Guido de Wijs
Guido de Wijs (Tilburg, 5 mei 1947) is een Nederlands tekst- en liedjesschrijver en presentator. Hij is de broer van tekstdichter en presentator Ivo de Wijs, vader van videomaker Bram de Wijs en een achterneef van Patrick Lodiers, presentator en oud-voorzitter van BNN.
Guido de Wijs woont sinds 1967 in Amersfoort en is een Eemlandse schrijver.

## Loopbaan

### Cabaret en televisie
De Wijs maakte deel uit van de cabaretgroep Zonder Filter (1971-1980) en trad van 1999 tot 2012 samen met Antoine van Roemburg regelmatig op als het cabaretduo VanRoemburg&DeWijs met het programma Ouwe Meuk en Nieuwe Stuff in het theater en op festivals. Vanaf 2012 trad hij op samen met Hilde Verweij (cello).
Op televisie was De Wijs de centrale presentator van het populair-wetenschappelijke KRO-programma Daar vraag je me wat (1976-1978) en 'tv-professor' in het eveneens populair-wetenschappelijke KRO-programma Zeker Weten (1984-1986).

### Schrijverschap
De Wijs schreef vanaf 1 december 1998 een column in het Utrechts Nieuwsblad en de Amersfoortse Courant, die na de fusie van deze kranten in 2005 met het Algemeen Dagblad werd voortgezet als een zaterdagcolumn in de AD Amersfoortse Courant. In 2014 verscheen een selectie hieruit in zijn boek Jij bent een sieraad voor de stad. Zijn 800ste en laatste column verscheen op 13 mei 2017. 
In 2004 schreef hij het boek Cas kookt Kunst/Art & Cooking over de Nederlandse chef-kok Cas Spijkers en in 2009 verscheen het fotoboek Amersfoort Uitgelicht/Amersfoort in the Spotlight, waarvoor hij de teksten schreef en eindredacteur was.
In 2016 verscheen het boek DE STRAAT volgens Bram & Guido met 71 afleveringen van de rubriek die hij samen met fotograaf Bram Petraeus maakte voor de AD Amersfoortse Courant.
Van 2011 tot en met 2015 schreef De Wijs jaarlijks de dicteetekst voor het Groot Amersfoorts Dictee van de Volksuniversiteit Amersfoort. Voor het laatste Groot Amersfoort Dictee in 2018 schreef hij samen met Nynke Geertsma (ex-stadsdichter van Amersfoort) de afscheidstekst.
In 2019 schreef De Wijs samen met historicus Bart Wiekart 20 columns in het AD over Johan van Oldenbarnevelt, wiens 400ste sterfdag (13 mei) in Amersfoort werd herdacht met exposities, lezingen en theatervoorstellingen. Samen met Gerard Chel was De Wijs initiatiefnemer van dit herdenkingsjaar.
Op 13 mei 2019 ontving De Wijs uit handen van de burgemeester van Amersfoort Lucas Bolsius de Sint-Jorispenning. Deze onderscheiding van het College van B&W kreeg hij voor het initiëren en organiseren gedurende twintig jaar van diverse culturele evenementen op taalkundig en historisch gebied.
De Wijs is mede-initiatiefnemer en mede-organisator van de Nacht van de Literatuur, die vanaf 2015 jaarlijks plaatsvindt rond de Bibliotheek Eemland van Amersfoort. Ook is hij vanaf 2015 mede-initiatiefnemer en mede-organisator van het jaarlijkse Literair Diner Hoogland. Verder zit De Wijs sinds 2008 in de jury van de tweejaarlijkse Stadsdichterverkiezing.

#### Muziek
Als schrijver maakt De Wijs zich ook verdienstelijk voor de muziek. Zo schreef hij voor het millenniumproject La Mama alle teksten voor de slotopera, die op oudejaarsdag 1999 door honderden artiesten werd uitgevoerd op het Lieve Vrouwekerkhof in Amersfoort. Bovendien schreef hij het libretto voor de mini-opera De Invitatie (uitgevoerd door twee zangers voor drie toeschouwers in een rijdende limousine), die in mei 2007 in première ging.
Zijn tekst voor het feestlied Amersfoort 750 jaar (met muziek van Ilja Gort en Edwin Schimscheimer) werd gezongen en gespeeld door de sopraan Norien Siemons met diverse koren en orkesten op allerlei manifestaties in 2009.

### Overige werkzaamheden
Naast zijn artistieke carrière werkte De Wijs in het dagelijks leven als dramatherapeut, maatschappelijk werker en coördinator activiteitentherapeuten in een psychiatrische kliniek (1969-1987) en tot 2010 als docent aan de Hogeschool Utrecht-Amersfoort.